# Gare de Tielt
La gare de Tielt (en néerlandais : station Tielt) est une gare ferroviaire belge de la ligne 73, de Deinze à La Panne (frontière), située au sud du centre de la ville de Tielt dans la province de Flandre-Occidentale en Région flamande.
Elle est mise en service en 1854 par la Société des chemins de fer de la Flandre-Occidentale (FO). C'est une gare de la Société nationale des chemins de fer belges (SNCB) desservie par des trains InterCity (IC), Touristiques (T) et d’Heure de pointe (P).

## Situation ferroviaire
Établie à 32 m d'altitude, la gare de Tielt est située au point kilométrique (PK) 15,200 de la ligne 73, de Deinze à La Panne (frontière), entre les gares ouvertes d'Aarsele et de Lichtervelde.
C'est une ancienne gare de bifurcation, origine de la ligne 73A, de Tielt à Ingelmunster (hors service), elle y précédait la gare de Meulebeke.

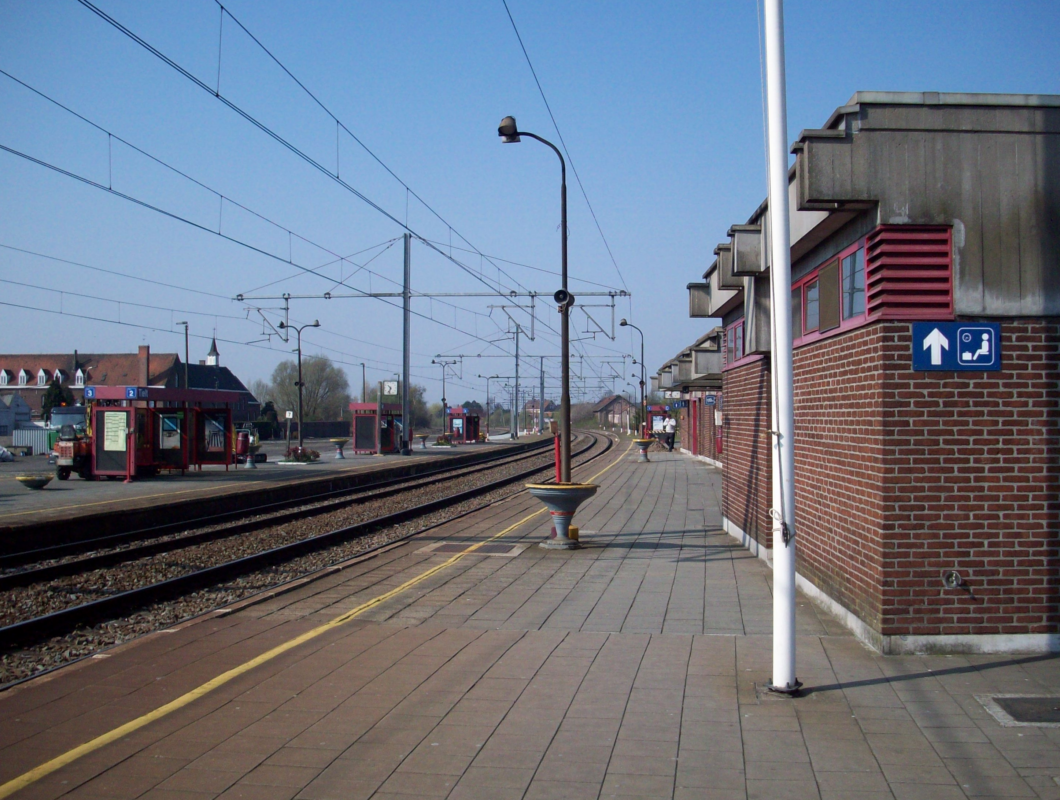
Intérieur de la gare.

## Histoire
La station de Tielt est mise en service le 30 novembre 1854 par la Société des chemins de fer de la Flandre-Occidentale (FO), lorsqu'elle ouvre à l'exploitation son embranchement de Tielt à Ingelmunster. Un an plus tard, la gare n'est plus un terminus avec la mise en service, par la compagnie, de la ligne de Deinze à Tielt. La gare se trouve en périphérie de la ville, à 1 km du centre.
Le 23 mars 1880, avec la mise en service, par l’Administration des chemins de fer de l’État belge, du tronçon de Tielt à Lichtervelde, elle devient une gare de bifurcation administrée conjointement par la Compagnie privée et l'Administration étatique. 
La ligne de Tielt à Ingelmunster est fermée au trafic voyageurs le 8 octobre 1950. Seule la section de Tielt à Meulebeke reste en service pour les marchandises, jusqu’au 28 octobre 1980.
La ligne est électrifiée en 1996 et le quartier de la gare, qui avait perdu la plupart de ses bars et hôtels, est fortement ré-urbanisé à partir des années 2000 avec la construction de plusieurs immeubles et lotissements.

### Bâtiment de la gare
La Compagnie de la Flandre-Occidentale (FO) a construit un bâtiment des recettes typique des gares néoclassiques sans étage du FO. Agrandi au fur et à mesure de la prise d'importance de la gare de Tielt, il possède sept travées au début du XXe siècle et une annexe à pans de bois.
Il semble qu'en 1914, une nouvelle gare à un emplacement différent aurait été édifiée d'après les plans de l'architecte local Gustaaf Hoste. À un moment de son existence, un toit à faible pente peut-être en matériaux provisoires remplace la toiture à croupes. Cependant, une photographie prise pendant l'occupation montre le bâtiment d'origine toujours en fonction et coiffé de sa toiture d'origine.
Détruit par faits de guerre en 14-18, il est remplacé par une construction provisoire en bois et en briques qui durera jusqu'en 1977, année de construction du bâtiment actuel, dû à l'architecte Jacques Devincke.

## Service des voyageurs

### Accueil
Gare SNCB, elle dispose d'un bâtiment voyageurs, avec guichet, ouvert tous les jours. Des aménagements, équipements et services sont à la disposition des personnes à la mobilité réduite.
Un souterrain permet la traversée des voies et le passage d'un quai à l'autre.

### Desserte
Tielt est desservie par des trains InterCity (IC), Heure de pointe (P) et Touristiques (T) de la SNCB, qui effectuent des missions sur la ligne 73 : La Panne - Gand Saint-Pierre (voir brochure SNCB).
En semaine, la desserte comprend :
- des trains IC-28 entre La Panne et Anvers-Central (limités à Gand-Saint-Pierre tôt le matin et tard le soir) ;
- deux trains P de La Panne à Schaerbeek (le matin) ;
- un unique train P de La Panne à Gand-Saint-Pierre (le matin) ;
- un train P de Gand-Saint-Pierre à La Panne (l’après-midi) ;
- un train P de Gand-Saint-Pierre à Lichtervelde (l’après-midi) ;
- deux trains P de Schaerbeek à La Panne (l’après-midi).

Les week-ends et jours fériés, seuls s'arrêtent des trains IC-29 entre La Panne et Landen. Un unique train P circule les dimanches soir à destination de Louvain.
Durant les grandes vacances, la paire de trains P entre La Panne et Gand ne circule pas. En revanche, la SNCB met à disposition des voyageurs deux trains touristiques (T) de Bruxelles-Nord à Gand et La Panne le matin, retour le soir (en semaine et les week-ends).

### Intermodalité
Un parc pour les vélos et un parking pour les véhicules y sont aménagés. Elle est desservie par des bus De Lijn.

## Comptage voyageurs
Ce graphique et tableau montre le nombre de voyageurs embarquant en moyenne durant la semaine, le samedi et le dimanche.
| Nombre de passagers qui embarquent à la gare de Tielt | Nombre de passagers qui embarquent à la gare de Tielt | Nombre de passagers qui embarquent à la gare de Tielt | Nombre de passagers qui embarquent à la gare de Tielt |
|                                                       | Semaine                                               | Samedi                                                | Dimanche                                              |
| ----------------------------------------------------- | ----------------------------------------------------- | ----------------------------------------------------- | ----------------------------------------------------- |
| 1977                                                  | 881                                                   | 167                                                   | 290                                                   |
| 1978                                                  | 810                                                   | 179                                                   | 296                                                   |
| 1979                                                  | 814                                                   | 139                                                   | 261                                                   |
| 1980                                                  | 867                                                   | 149                                                   | 364                                                   |
| 1981                                                  | 866                                                   | 133                                                   | 323                                                   |
| 1982                                                  | 858                                                   | 141                                                   | 292                                                   |
| 1983                                                  | 800                                                   | 130                                                   | 464                                                   |
| 1984                                                  | 1 006                                                 | 137                                                   | 380                                                   |
| 1985                                                  | 952                                                   | 154                                                   | 372                                                   |
| 1986                                                  | 946                                                   | 166                                                   | 261                                                   |
| 1987                                                  | 928                                                   | 161                                                   | 428                                                   |
| 1988                                                  | 1 022                                                 | 162                                                   | 465                                                   |
| 1989                                                  | 930                                                   | 208                                                   | 395                                                   |
| 1990                                                  | 824                                                   | 236                                                   | 474                                                   |
| 1991                                                  | 923                                                   | 370                                                   | 419                                                   |
| 1992                                                  | 946                                                   | 255                                                   | 394                                                   |
| 1993                                                  | 950                                                   | 195                                                   | 480                                                   |
| 1994                                                  | 1 117                                                 | 187                                                   | 420                                                   |
| 1995                                                  | 864                                                   | 279                                                   | 475                                                   |
| 1996                                                  | 1 041                                                 | 340                                                   | -                                                     |
| 1997                                                  | 1 186                                                 | 268                                                   | -                                                     |
| 1998                                                  | 963                                                   | 280                                                   | 580                                                   |
| 1999                                                  | 1 015                                                 | 388                                                   | 626                                                   |
| 2000                                                  | 937                                                   | 308                                                   | 410                                                   |
| 2001                                                  | 997                                                   | 296                                                   | 554                                                   |
| 2002                                                  | 878                                                   | 286                                                   | 514                                                   |
| 2003                                                  | 884                                                   | 354                                                   | 497                                                   |
| 2004                                                  | 923                                                   | 383                                                   | 570                                                   |
| 2005                                                  | 999                                                   | 328                                                   | 615                                                   |
| 2006                                                  | 1 019                                                 | 382                                                   | 478                                                   |
| 2007                                                  | 1 027                                                 | 370                                                   | 620                                                   |
| 2008                                                  | -                                                     | -                                                     | -                                                     |
| 2009                                                  | 1 219                                                 | 360                                                   | 107                                                   |
| 2010                                                  | -                                                     | -                                                     | -                                                     |
| 2011                                                  | -                                                     | -                                                     | -                                                     |
| 2012                                                  | 929                                                   | 320                                                   | 632                                                   |
| 2013                                                  | 1 038                                                 | 419                                                   | 466                                                   |
| 2014                                                  | 1 042                                                 | 337                                                   | 608                                                   |
| 2015                                                  | 1 074                                                 | 368                                                   | 425                                                   |
| 2016                                                  | 989                                                   | 295                                                   | 382                                                   |
| 2017                                                  | 1 195                                                 | 429                                                   | 529                                                   |
| 2018                                                  | 1 003                                                 | 357                                                   | 388                                                   |
| 2019                                                  | 956                                                   | 397                                                   | 514                                                   |
| 2020                                                  | 661                                                   | 269                                                   | 364                                                   |
| 2021                                                  | -                                                     | -                                                     | -                                                     |
| 2022                                                  | 982                                                   | 516                                                   | 586                                                   |
| 2023                                                  | 803                                                   | 302                                                   | 363                                                   |
| 2024                                                  | 941                                                   | 419                                                   | 537                                                   |

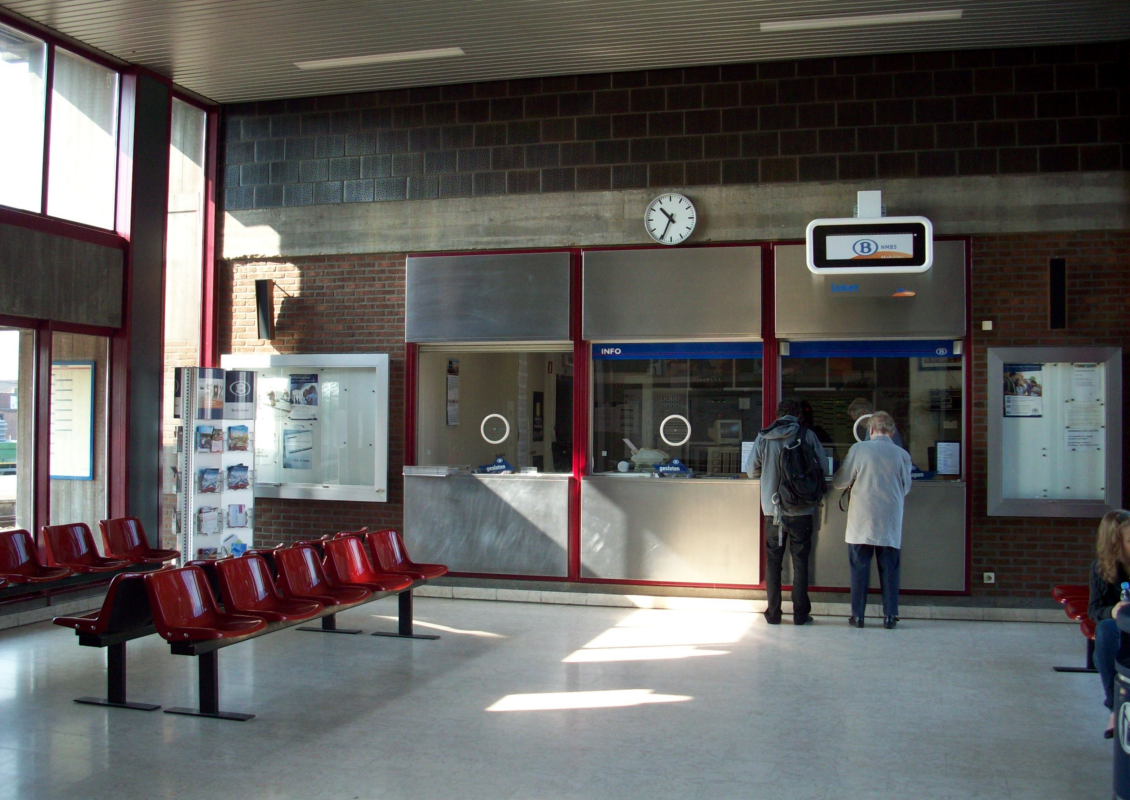
Guichets.
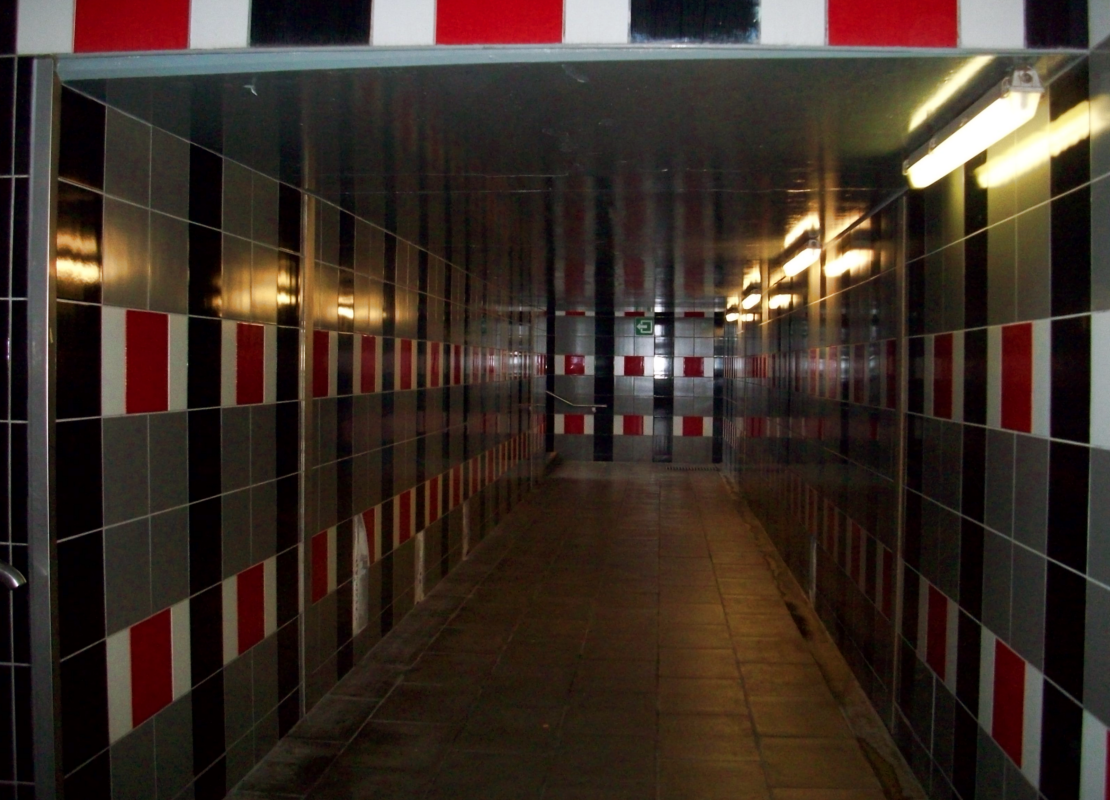
Souterrain.
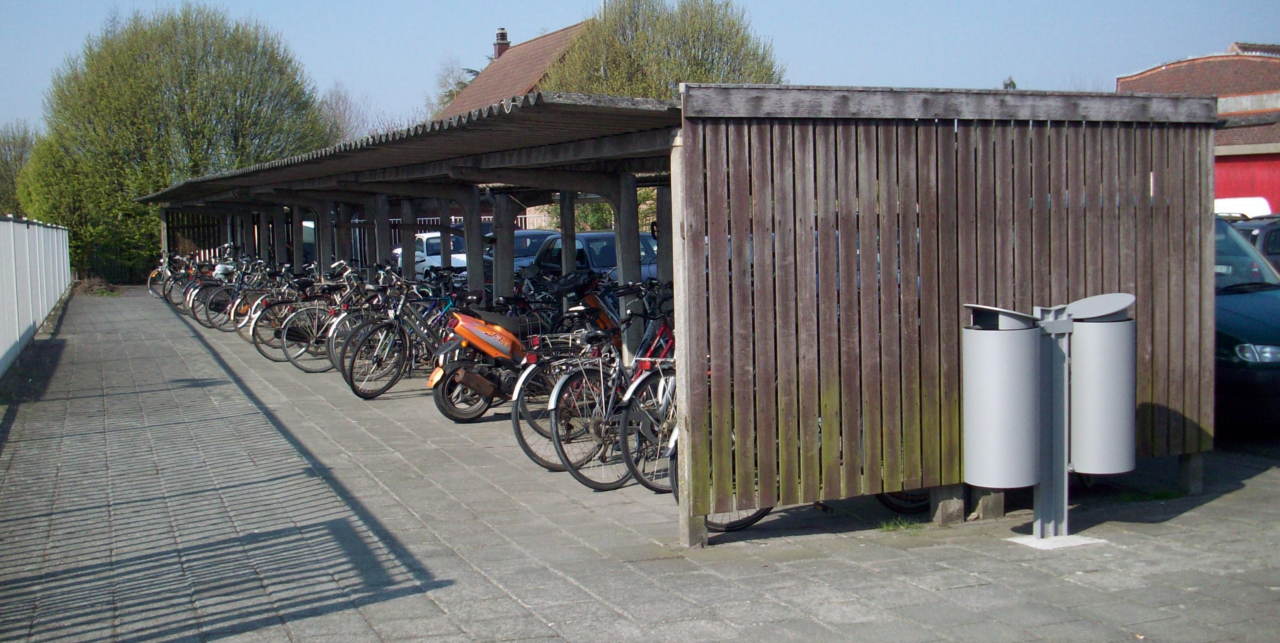
Abri à vélos.
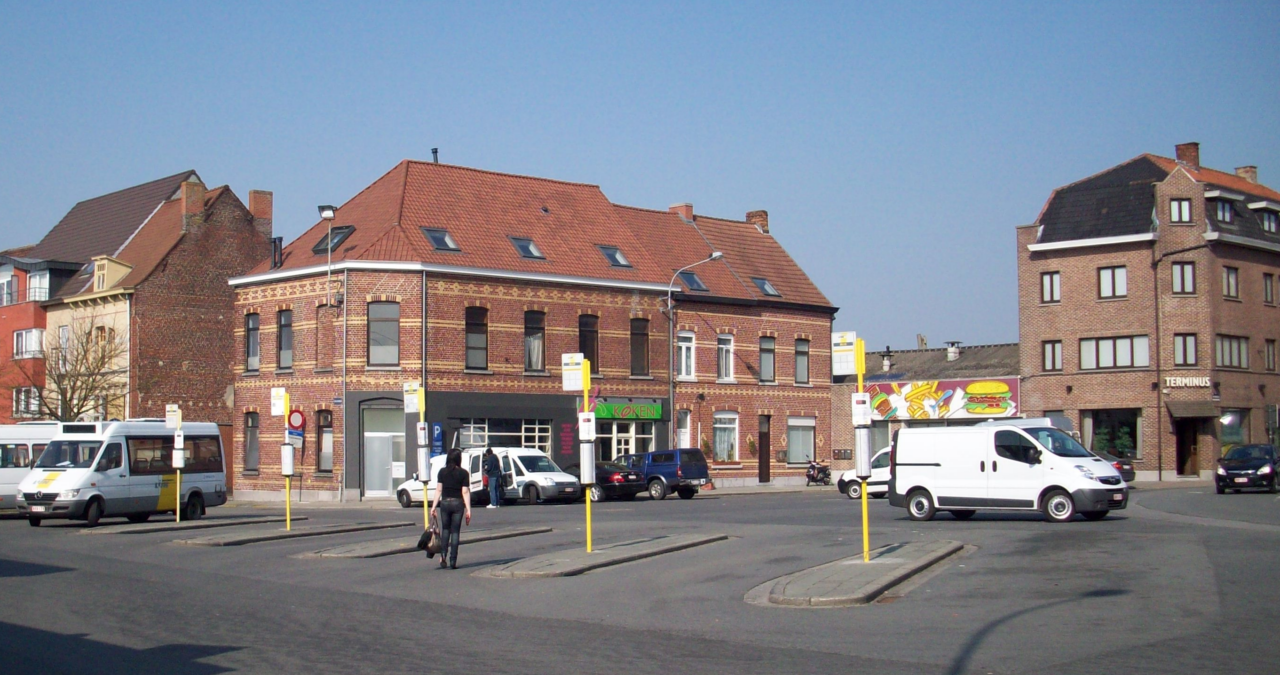
Place et gare routière.